# Rrethina
Rrethina là một xã trong quận Shkodër thuộc hạt Shkodër, Albania. Dân số năm 2005 là 15361 người.